# Puente de Triviño
El puente de Triviño es una estructura pontuaria sobre el  río Jabalón a su paso por el término municipal de Villanueva de los Infantes, en la comarca del Campo de Montiel (provincia de Ciudad Real, España), que daba continuidad en primera instancia al camino y vía pecuaria entre dicha localidad y Almedina. Está construido con arenisca roja local y tiene 100 metros de largo por 5 de ancho, con 6 ojos, correspondientes, al menos, a tres grandes fases constructivas. Se trata de un encabalgamiento de puentes por medio de un viaducto, siendo el puente más antiguo probablemente de factura romana y la mayor parte del resto de finales del siglo XVIII, bajo el reinado de Carlos III.
Aparece denominado en 1773 como Puente de Treviño y como Puente de la Almedina en 1883. Posteriormente ha sido nombrado por sus excavadores como Puente de Jamila (en desuso) y puente de Triviño, topónimo actual de la zona.

## Localización
Este puente se sitúa a 5,7 km al Sur de Villanueva de los Infantes, frente a los actuales puentes que permiten cruzar el río Jabalón por la carretera CR-632 en dirección a la localidad de Almedina. Se halla en el centro de la comarca del Campo de Montiel, altiplanicie administrativamente entre las provincias de Ciudad Real y Albacete y geográficamente entre las llanuras manchegas, el Sistema Penibético y Sierra Morena. Dentro de la penillanura montieleña discurren ríos afluentes del Segura, Guadalquivir y el Guadiana, adonde este último río tributa el río del puente de Triviño. En este punto, nacido en Montiel unos 18 km aguas arriba, el río Jabalón constituye un pequeño cauce en el centro de la gran llanura de unos 2 km de ancho que conforma su valle.
El puente de Triviño es fácilmente distinguible por hallarse en el fondo del valle frente a la cortijada de Triviño, bajo una de las pocas manchas arbóreas del lugar y junto a los actuales puentes de la carretera. Es posible  llegar al viaducto de forma rápida y sencilla por la  carretera CR-632 y ubicarlo a simple vista desde ella, en tanto que el camino de Intantes-Almedina y el puente de Triviño discurren en este tramo paralelos a la actual carretera. Un cartel en la zona Sur del mismo indica el lugar de entrada, llegando en apenas 100 m a un panel informativo sobre este bien cultural. A mano derecha según se lee el texto, al Norte, una malla metálica que permite cruzar un pequeño regato  –un caz de los molinos harineros de la zona– y en 60 m se encuentra el viaducto.

## Características técnicas
Las sucesivas campañas arqueológicas realizadas por el proyecto arqueológico Entorno Jamila (PAEJ) (2000-2001; 2005-2011) han dejado al descubierto las características constructivas del puente de Triviño.
En sentido estricto el puente de Triviño es, más que un puente, una estructura pontuaria compuesta por dos zonas de arcadas en los extremos unidas por una plataforma elevada y en cuya parte central se halla otro arco menor. Cuenta con 6 arcos de medio punto, agrupados por su ubicación de Sur a Norte: tres en el área meridional; a 9,40 m un cuarto; y dos más al norte, a 20 m del anterior. El segundo y los dos últimos son arcos principales, y el primero, tercero y cuarto son arcos auxiliares.
El perfil de la última estructura pontuaria que estuvo en funcionamiento, la que se puede observar hoy día, es la de una plataforma que se une en llano desde el Sur, con apenas un resalte en la arcada Sur para salvar el ojo principal. El tramo de plataforma hasta la arcada Norte discurre durante 40 metros, a casi 5 sobre el nivel del río, prácticamente raso hasta el quinto ojo. A partir de este punto, la calzada desciende dos metros durante 35 metros aproximadamente hasta ser rota por el encauzamiento nuevo del río Jabalón.
La calzada superior tiene unos 4,90 m y se compone de un empedrado de cantos rodados cuarcíticos de pequeño tamaño. Dichos cantos rodados se organizan en torno a 3-5 nervios de piedras de mayor tamaño que discurren de forma longitudinal al puente, excepto en un tramo de la zona Norte, que lo hacen de forma trasversal. El empedrado original estaba delimitado por sendos pretiles de sillares de arenisca de 30 cm de altura aproximadamente. Dichos pretiles siguen hasta abajo en las arcadas con sillares de arenisca rectangulares. En ambos lados del puente Sur se han documentado sillares con mamelones laterales que podría ser considerado como un sistema de elevación y/o engaste conocido desde época romana. Los laterales de la plataforma también son de arenisca pero, en este caso, a través de una mampostería basta.
El segundo arco, el principal de la arcada Sur, presenta el desgaste en la propia piedra del arco de las rodadas de los carros que lo transitaron, lo cual indica que estuvo largo tiempo soportando el tráfico rodado descarnado ya de la calzada. Es precisamente en uno de esos tramos en los que se ha podido ver que la calzada se asentaba sobre un relleno de piedras irregulares trabadas con argamasa –agua, arena y cal–.

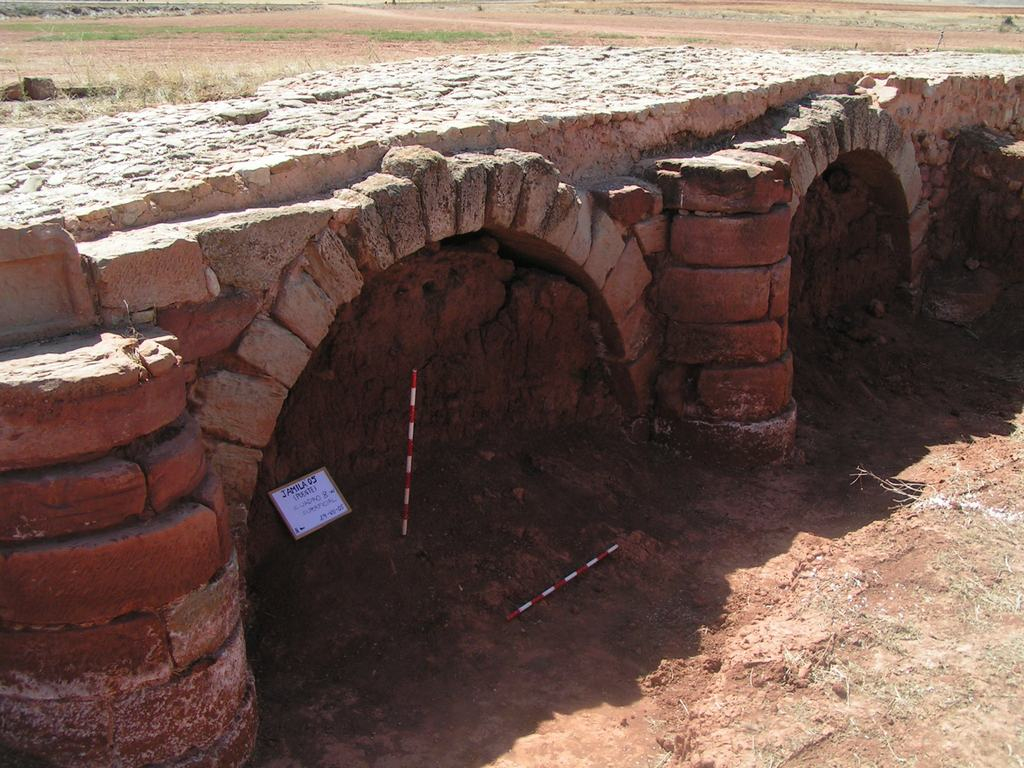
Arcada Norte, aguas abajo, durante la campaña arqueológica de 2005

En cuanto a la cimentación, contamos con pocos datos sobre la misma en toda la estructura. A pesar de ello, se sabe que está construido sobre el mismo lecho de arcillas compactas de la zona. Para reforzar los arcos y evitar el socavamiento de los cimientos, la arcada Sur cuenta con dos tajamares triangulares entre los arcos aliviaderos y el central aguas arriba. La arcada Norte, por su parte, cuenta con otros dos tajamares triangulares y dos contrafuertes semiesféricos aguas abajo.

## Marco geohistórico
Más allá de las alusiones de eruditos acientíficos y de los hallazgos casuales entre el siglo XVI y finales del siglo XX, el contexto histórico-arqueológico del alto valle del río Jabalón ha sido conocido poco a poco en el último tercio del siglo XX gracias a los trabajos de medievalistas –como la Dra. Ángela Madrid–, a la recopilación de las cartas arqueológicas municipales y, más recientemente, por las investigaciones de equipos como el del proyecto arqueológico Entorno Jamila y el del Castillo de la Estrella.
La historia del valle de la plataforma pontuaria de Triviño se remonta a época prehistórica. Los trabajos de J.J. Espadas (1984 y 1988) y otros hallazgos casuales muestran que el poblamiento de la zona más temprano del que se tiene conocimiento data del Paleolítico Medio y durará  hasta la actualidad, con cortijadas y edificios preindustriales de distinto tipo. Unos y otros ponen de manifiesto que se trata un paisaje con recursos naturales suficientes para alimentar y explotar desde la Prehistoria. Unas veces ocupando directamente el fondo del valle y otras buscando la protección de los rebordes  y cerros testigo del mismo, aunque hay épocas que son mejor conocidas que otras.
El Cerro Castillón es uno de los yacimientos de la Edad del Cobre de los más importantes de la Meseta Sur. Éste muestra una comunidad del Calcolítico fuertemente jerarquizada y con unas relaciones comerciales de primer orden, cuando menos, desde el tercer milenio a. C. (Espadas et al., 1987). Se sitúa en el reborde Norte del valle en el espolón de un cerro amesetado.
Aunque sin excavar, hay varios poblados del segundo milenio a. C., correspondientes a la Edad del Bronce, en el valle del río Jabalón, como el cerro de los Conejos (Espadas, 1984). Se sitúa en el reborde Sur del valle en un cerro testigo.
De época romana hay constancia de asentamientos rurales romanos tipo villa en el fondo del valle, lo cual implica una ocupación directa de las orillas del río Jabalón y otros arroyos que lo bañan. Esta ocupación dura hasta el Bajo Imperio y época tardorromana.

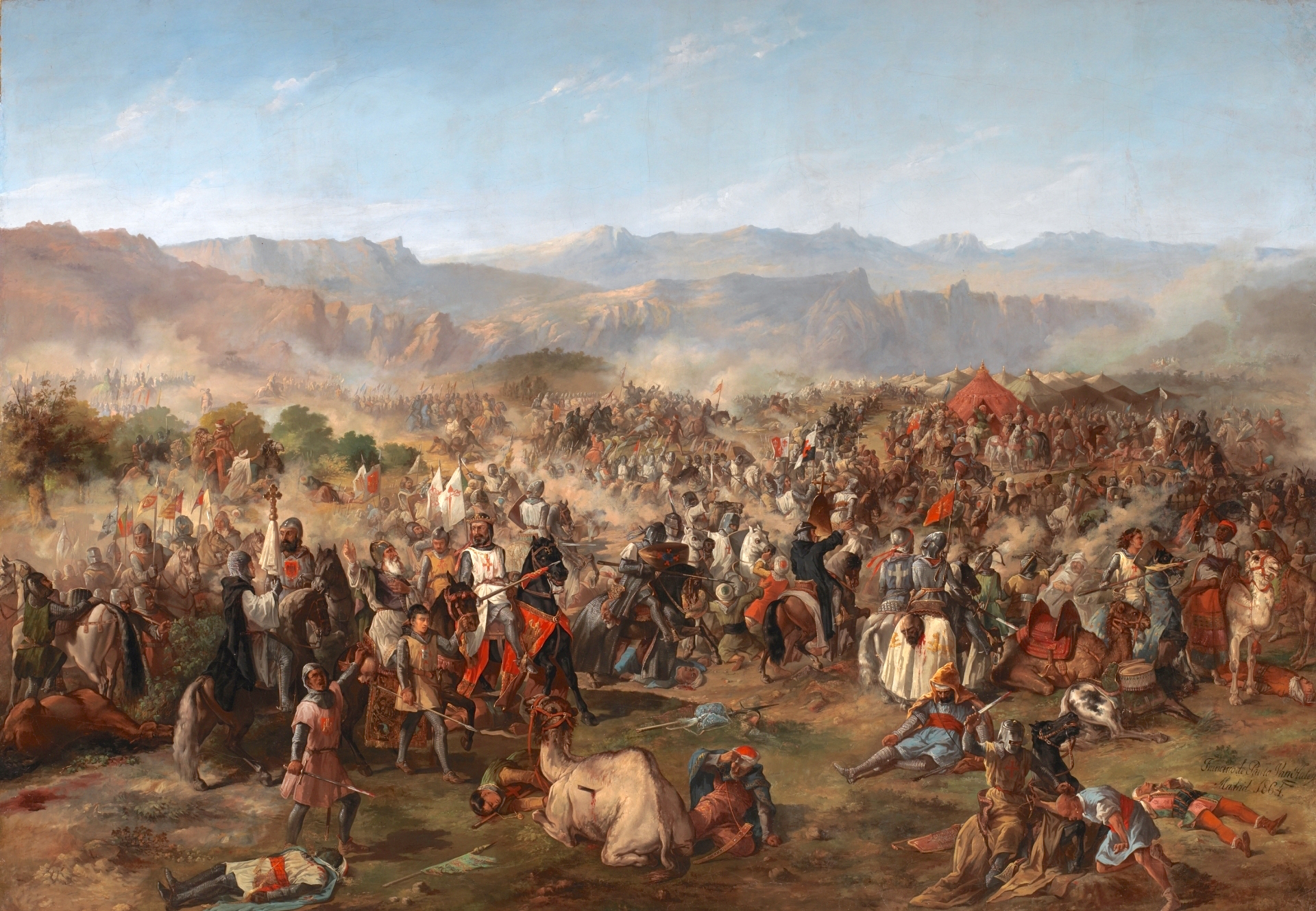
Batalla de Las Navas de Tolosa, óleo de Van Halen expuesto en el palacio del Senado (Madrid).

Durante la época islámica se coloniza el valle con algunas alquerías y se fortifican otros puntos de paso importantes para el comercio y las propias rutas de comunicación entre la Alta Andalucía y La Meseta, como la propia Montiel y Almedina. Hacia los siglos XII-XIII tienen lugar la Reconquista y Repoblación cristianas, las cuales tendrán como fechas clave en el Campo de Montiel el año de 1213. En dicho año, pasada ya la batalla de las Navas de Tolosa, buena parte de la comarca es arrebatada a los musulmanes en una cabalgada de Alfonso VIII y tanto el Arzobispado de Toledo como la Orden de Santiago se afanan en ocupar los cerros testigo y los rebordes del valle con numerosas aldeas como Torres, La Moraleja, Peñaflor y Jamila. Será a finales de la década siguiente cuando Montiel caiga en las manos de los reconquistadores y con ella toda la comarca de forma definitiva.
Peñaflor y Jamila aparecen en la documentación medieval como aldeas alrededor del puente pero pronto (1243) se mencionarán como abandonadas, puesto que el tiempo posterior a las crisis bélicas conllevará una organización territorial de la retaguardia en favor de los núcleos más pujantes, en este caso Villanueva de los Infantes.
Desde estos momentos las poblaciones como tal desaparecen en torno al puente de Triviño, quedando solo algunas cortijadas, molinos harineros –como el de Felguera y el homónimo de Triviño– y, ya a unos 3 km de distancia, el santuario de Ntra. Sra. de la Antigua.
La importancia del puente de Triviño como zona de paso Norte-Sur hizo necesaria en 1786 su remodelación y ampliación hasta las dimensiones que hoy conocemos. No obstante, la decadencia de La Mesta y la erosión del valle por causas naturales y antrópicas, entre otras por la deforestación y la acción misma de los molinos, acabaron por colmatar también esta reforma hasta el punto de sepultar la práctica totalidad del viaducto. Finalmente, el diseño de una nueva carretera en paralelo a inicios del siglo XX dejó a este puente como mero espectador del trasiego de los últimos carros y del nuevo tráfico motorizado

## Fases arquitectónicas e históricas
Gracias a las intervenciones arqueológicas realizadas durante el siglo XXI se han podido apreciar al menos tres fases en el proceso constructivo de este puente.

### Fase I

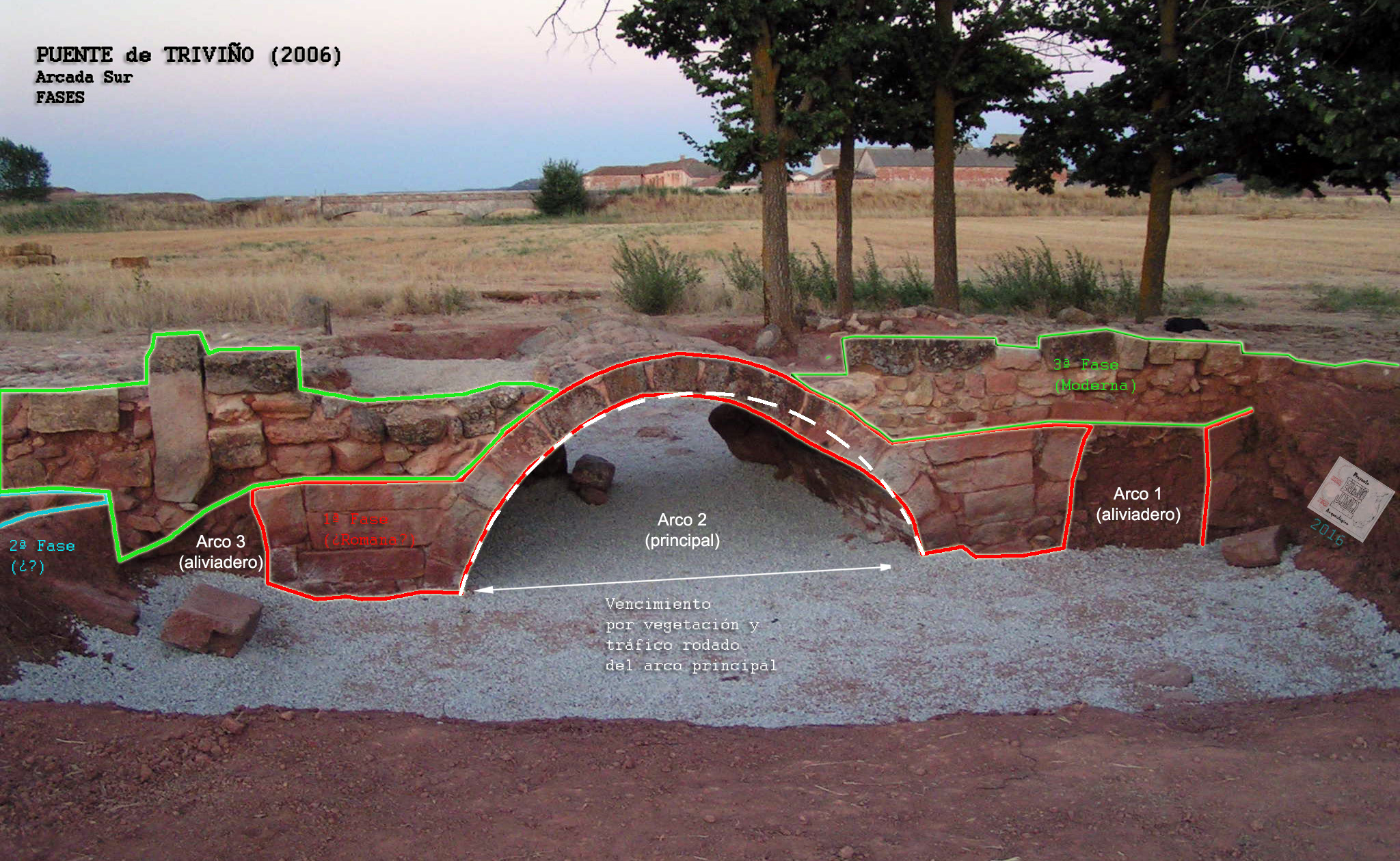
Fases constructivas de la arcada Sur del puente, aguas abajo

Se construyen los tres arcos más meridionales formando el primer puente del que se tiene conocimiento. Su arco principal y los dos auxiliares evidencian la existencia de un cauce único y estable, por lo que se opta por un puente pequeño y robusto. Las dovelas y los tajamares muestran que se intentaba buscar una cierta monumentalidad en la construcción. 
Aun siendo difícil determinar la cronología de los puentes romanos (Durán, 2001), se ha propuesto dicha cronología para este primer puente por la cercanía de algunas villas romanas al cauce del río, la utilización de técnicas propias de aquella época y por el tránsito por esta zona de la vía 29 entre los núcleos de Mariana (Puebla del Príncipe) y Laminium (Alhambra). Esta ruta, conocida por distintos itinerarios de la Antigüedad, como el de Antonino, venía a coincidir con el camino de Aníbal o vía Augusta en su dirección hacia Castulo. La configuración original de tres ojos aparece todavía en 1773, mencionado como el puente de Treviño en el camino viejo de Almedina a Infantes:

al medio cuarto de legua se encuentra el río Jabalón, distante de Almedina dos leguas, “el que tiene una puente con tres ojos muy derrotado. Y al lado del norte se halla otro cortijo y molino harinero nombrado de Treviño, gozando la puente de este mismo nombre
 (Villar Esparza, 2005).

### Fase II

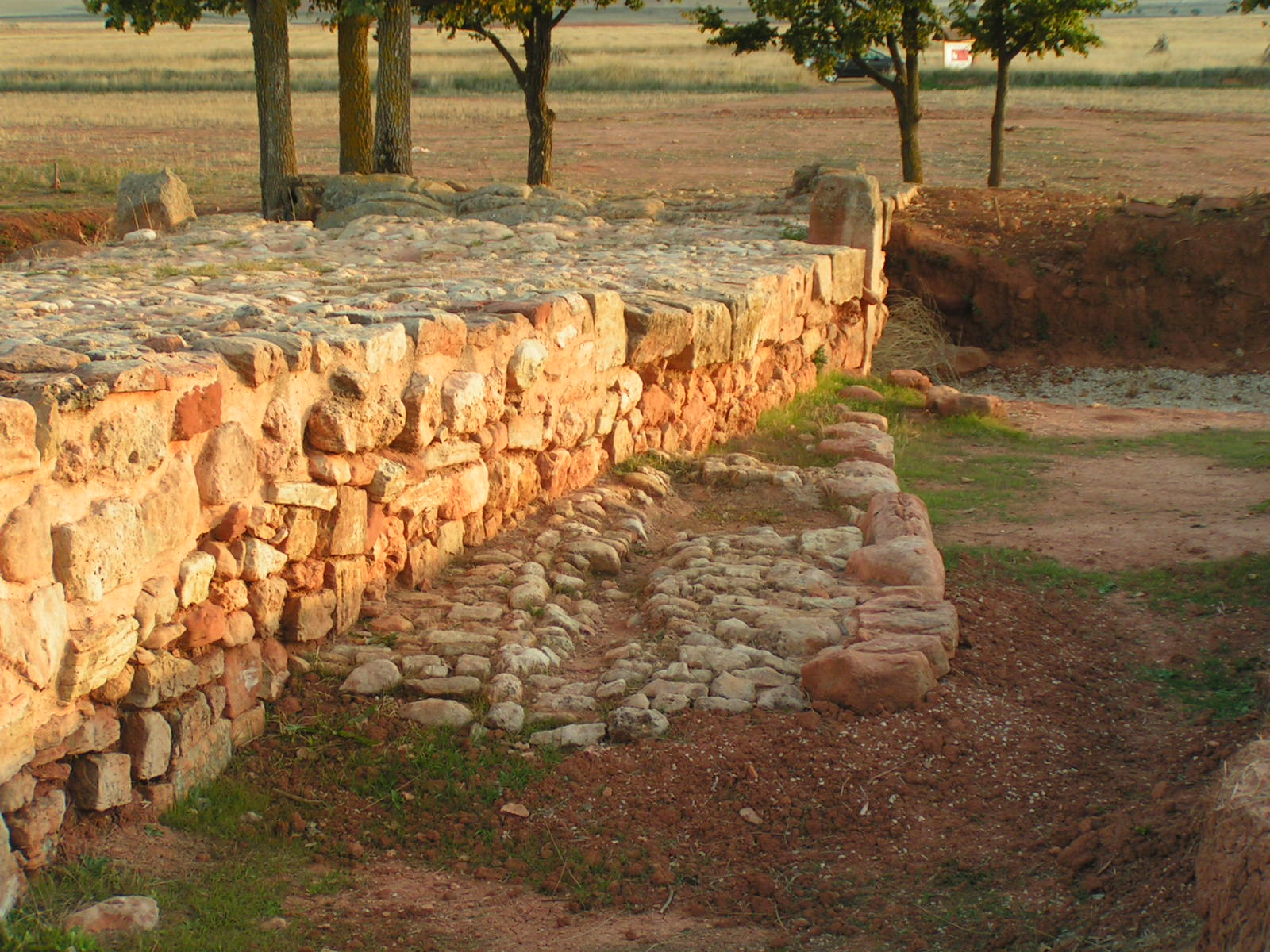
Calzada lateral, aguas abajo, segunda fase constructiva del puente

Se construye una pequeña calzada irregular que, siguiendo la orientación del primer puente, parte el arco principal destruyendo su tímpano. El tercer arco se colmata por los sedimentos y limos de río Jabalón. La calzada resultante se proyecta cuanto menos hasta el cuatro arco, siendo amortizada en la fase siguiente. Tanto la calzada como los pretiles que en esta fase se proyectaron son cantos rodados de distinto tamaño, lo cual indica que se trata de una obra menos cuidada que el primer puente. Se desconoce cuándo se realiza esta fase no parece tratarse de un mero carril para la gran reforma del siglo XVIII, sino que hay una intencionalidad de hacer una obra duradera. De hecho también quedaron marcadas las rodadas del tránsito, esto es, una larga temporada en usos hasta provocar tal desgaste.

### Fase III
Una nueva estructura engulle al puente original y a su remodelación. El río ha cambiado su curso, por lo que se construyen dos grandes ojos al norte para recibir su nuevo cauce. Se crea el dique que une el puente antiguo y el nuevo a través de una calzada sobrelevada, en la que hay un arco intermedio que sirve como desaguadero. Esta fase es el resultado final de la gran remodelación de 1786. La documentación existente muestra la petición y proyecto oficial por parte de la gobernación de Infantes para dar servicio de nuevo al viejo puente original, ya inoperativo por las condiciones topográficas de la zona y la acción humana sobre el Jabalón que acabaron por colmatar los cauces, desbordar los ríos y crear en este valle amplias zonas palustres. Estas alteraciones del ecosistema son las mismas que se relacionan con las graves epidemias de finales del siglo XVIII y principios del siglo XIX.

## Investigaciones y excavaciones arqueológicas
La primera mención científica a este puente procede de Juan Díaz-Pintado, quien publicó en 1987 (p. 287s) la propuesta de ampliación del puente en 1786. Se trataba de una relación de dimensiones y medidas de obra cuyo objetivo no era conocer más sobre este puente en concreto, sino más bien una alusión lateral dentro de la línea de trabajo del autor, el conflicto social, la marginación y las crisis epidémicas en La Mancha a finales del siglo XVIII y principios del XIX.

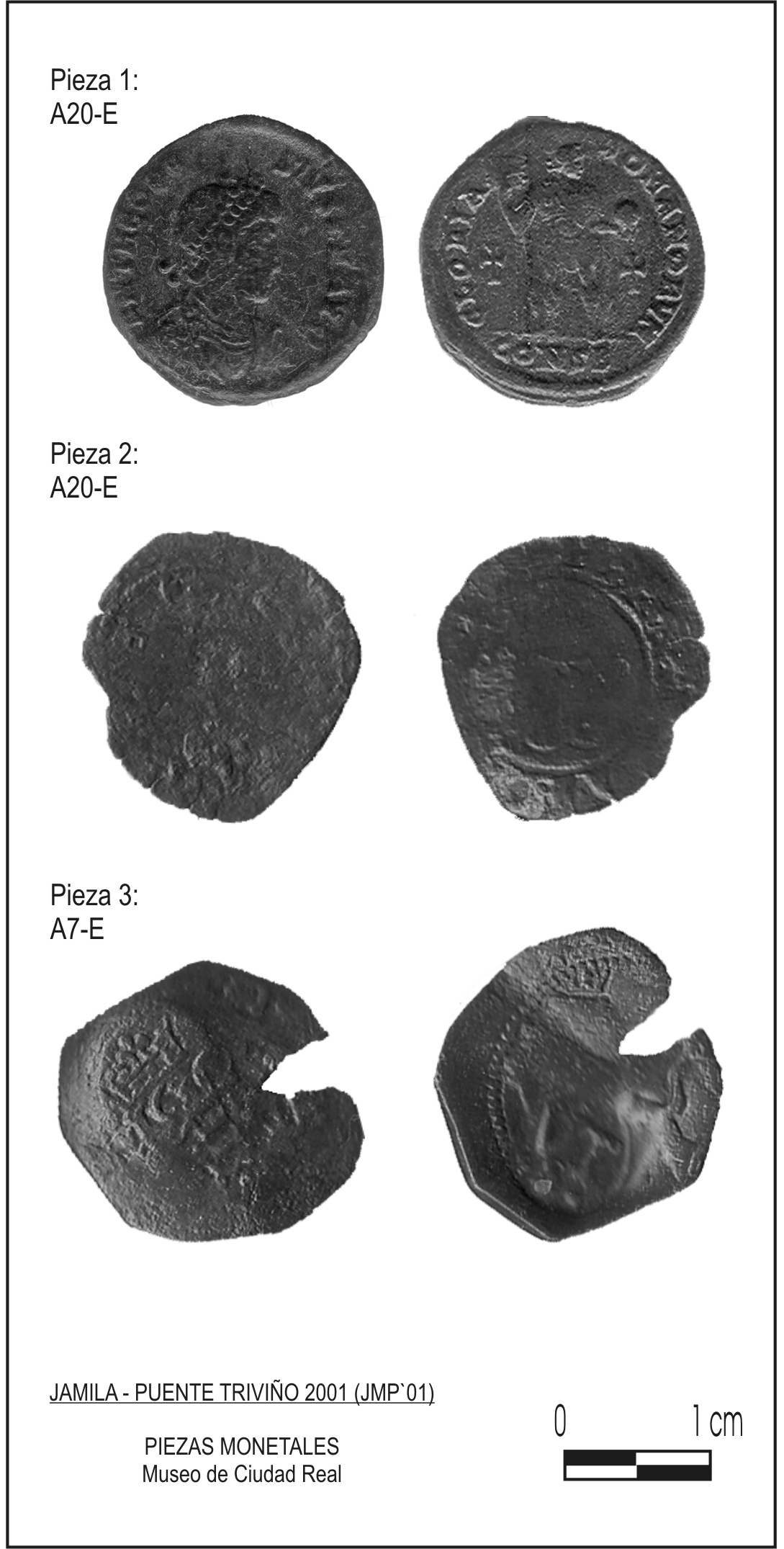
Piezas monetales encontradas en el puente durante la campaña de 2001 (Moya-Maleno y Espadas, 2006)

Pasada una década se inicia el PAEJ y tras intervenir en el yacimiento de Jamila (1997-1999), el arqueólogo Juan José Espadas Pavón inició en 2000 la excavación de este puente, del que apenas podían apreciarse las dovelas superiores de los ojos. Siguiendo la inercia del edificio columnado, el puente de Triviño fue denominado en un principio como “puente de Jamila”. Tras dos campañas (2000-2001), con planes de empleo de obreros en paro –vía INEM-SEPECAM– y de varios meses cada una, se consiguió exhumar casi la totalidad del gran viaducto que hoy se puede contemplar.

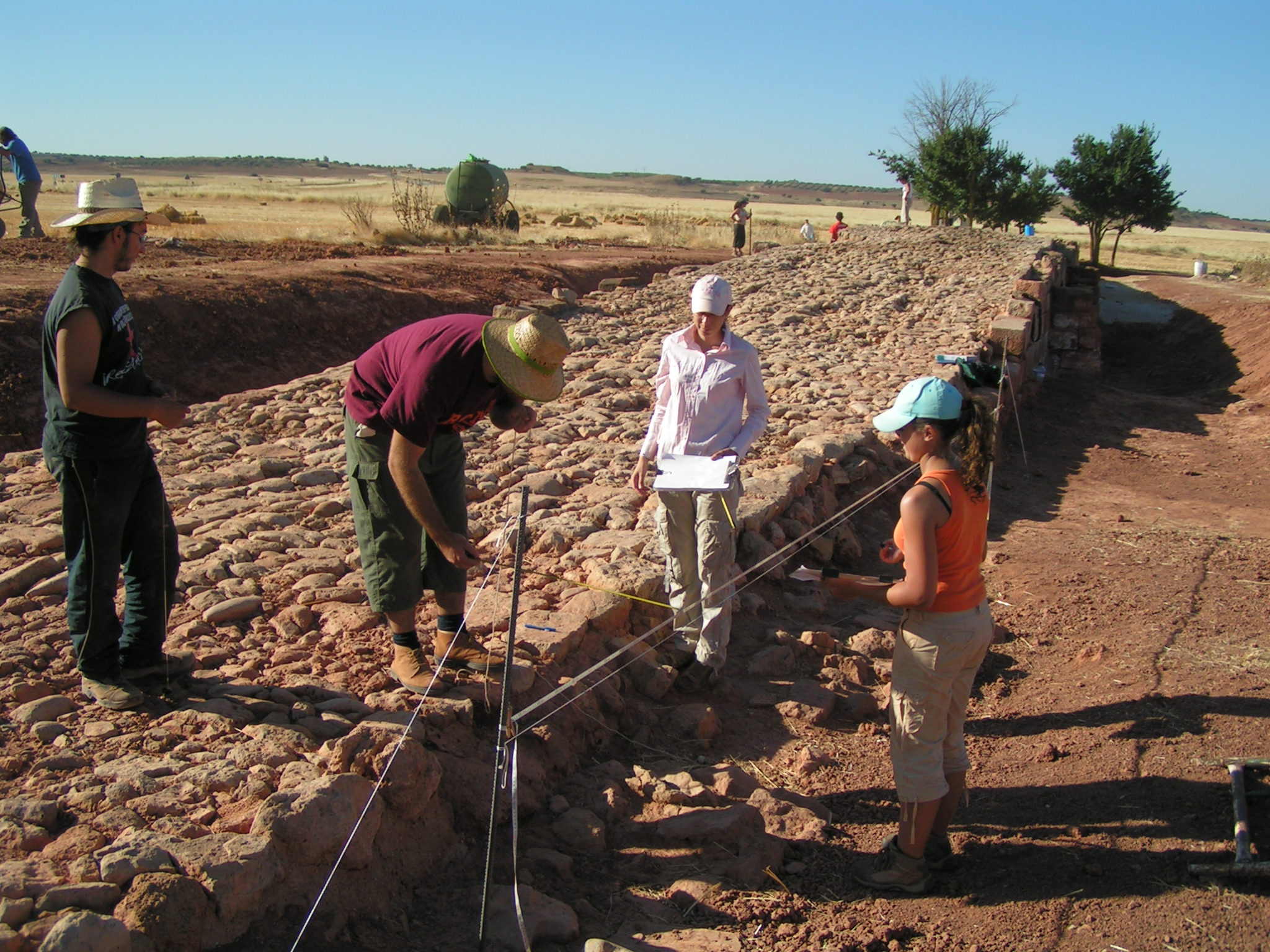
Excavación arqueológica durante el año 2008

Tras un breve parón en el que se renovó el PAEJ, en 2005 se reinició el estudio del viaducto, ahora ya, denominándolo como puente de Triviño, en alusión al molino harinero y cortijada junto al que se halla. El ritmo de trabajo y de descubrimientos en esta segunda etapa ha sido más lento dado el cambio de modelo hacia una escuela de especialización arqueológica con campos de trabajo internacionales (2005) y de prácticas universitarias (2006-2008 y 2011). En dichas campañas se ha primado el estudio de zonas concretas –como el puente Sur más antiguo–, la documentación de todas las estructuras y características geológicas del cauce, así como especialmente la consolidación y mantenimiento del viaducto.
| Campañas e Intervenciones en el Puente de Triviño 2000- ) | Campañas e Intervenciones en el Puente de Triviño 2000- ) | Campañas e Intervenciones en el Puente de Triviño 2000- ) | Campañas e Intervenciones en el Puente de Triviño 2000- ) |
| Año                                                       | Excavación                                                | Prospección Geofísica                                     | Conservación y Puesta en Valor                            |
| 2000                                                      | x                                                         |                                                           | x                                                         |
| 2001                                                      | x                                                         |                                                           | x                                                         |
| 2005                                                      | x                                                         |                                                           |                                                           |
| 2006                                                      | x                                                         |                                                           | x                                                         |
| 2007                                                      | x                                                         |                                                           |                                                           |
| --------------------------------------------------------- | --------------------------------------------------------- | --------------------------------------------------------- | --------------------------------------------------------- |
| 2008                                                      | x                                                         |                                                           |                                                           |
| 2011                                                      |                                                           |                                                           | x                                                         |
| 2015                                                      |                                                           | (ensayo)                                                  |                                                           |
| 2016                                                      |                                                           |                                                           | x                                                         |

## Estado de conservación y visita
El puente está excavado en buena parte de su totalidad y ha sido consolidado en las campañas arqueológicas. En casos como el empedrado de la calzada, muchos tramos fueron recreados siguiendo el canon original. Se pueden distinguir por estar separados por trozos de teja. 
Como el tramo principal del río está desviado y encauzado más al Norte, se puede pasear tanto por la calzada como observar sus laterales aguas arriba y aguas abajo. También desde el puente se puede proseguir la vía hacia el Sur hasta la finca “El Teatino”, en la cual se cortó y eliminó el histórico camino de Almedina. No obstante, el crecimiento de la vegetación propia de una ribera, la intemperie y los encharcamientos del paleocauce de las cuadrículas arqueológicas en época de lluvias pueden dificultar la visita.

## Acceso
- CR-632

Al puente se accede fácilmente por la carretera CR-632, que une Villanueva de los Infantes y Almedina, a unos 4,8 km de distancia de la primera. El puente se halla y es visible paralelo al Oeste de los actuales puentes del río Jabalón.